# Valea Izvoarelor, Mureș
Valea Izvoarelor (în maghiară Búzásbesenyő) este un sat în comuna Sânpaul din județul Mureș, Transilvania, România.

## Localizare
Localitatea este situată în valea pârâului Beșeneu (în maghiară Besenyő-patak), la 2 km de drumul național DN15/E60 Târgu Mureș - Turda. Satul este străbătut la nord de Autostrada A3 cu care este legat prin nodul rutier din Ungheni. Aeroportul Internațional Transilvania se află la o distanță de 6 km de Valea Izvoarelor.

## Istoric
Conform Repertoriului Arheologic Național al Ministerului Culturii, în punctul numit Teleacul Mic s-a descoperit o așezare geto-dacică din epoca La Tène (sec. I î.Hr.).
Pe Harta Iosefină a Transilvaniei din 1769-1773 (Sectio 142), localitatea a apărut sub numele de „Buzás Bessenyő”.

## Obiective turistice
- Biserica reformată (1852)[5]
- Biserica romano-catolică „Sfânta Cruce” (1897)[5]
- Fosta biserica greco-catolică, azi ortodoxă (1927)[5]
- Busturile episcopolui Antal Jakab, Sándor Petőfi și Károly Pajka[5]
- Monumentul Eroilor din Cele Două Războaie Mondiale și Revoluția din 1989[5]
- Mormântul Eroilor Români din Al Doilea Război Mondial este amplasat în incinta cimitirului ortodox din localitate. A fost amenajat în anul 1944, restaurat în anul 1984 și are o suprafață de 7,2 mp. În acest mormânt sunt înhumați 12 militari necunoscuți și 2 militari cunoscuți.<nc>

## Personalități
S-au născut sau au trăit în localitate:
- Antal Jakab (1909-1993), cleric romano-catolic, episcop coadjutor și administrator apostolic al Diecezei de Alba Iulia, preot paroh în Valea Izvoarelor
- János Rátoni (1922-1983), dascăl, învățător între 1957-1983 la Școala Generală din Valea Izvoarelor, căminul cultural din localitate poartă numele lui[5]
- Károly Pajka (1957-1989), erou local căzut în evenimentele Revoluției din 1989 la Târgu Mureș, bustul lui a fost dezvelit în 2019 în parcul local[6]

## Imagini

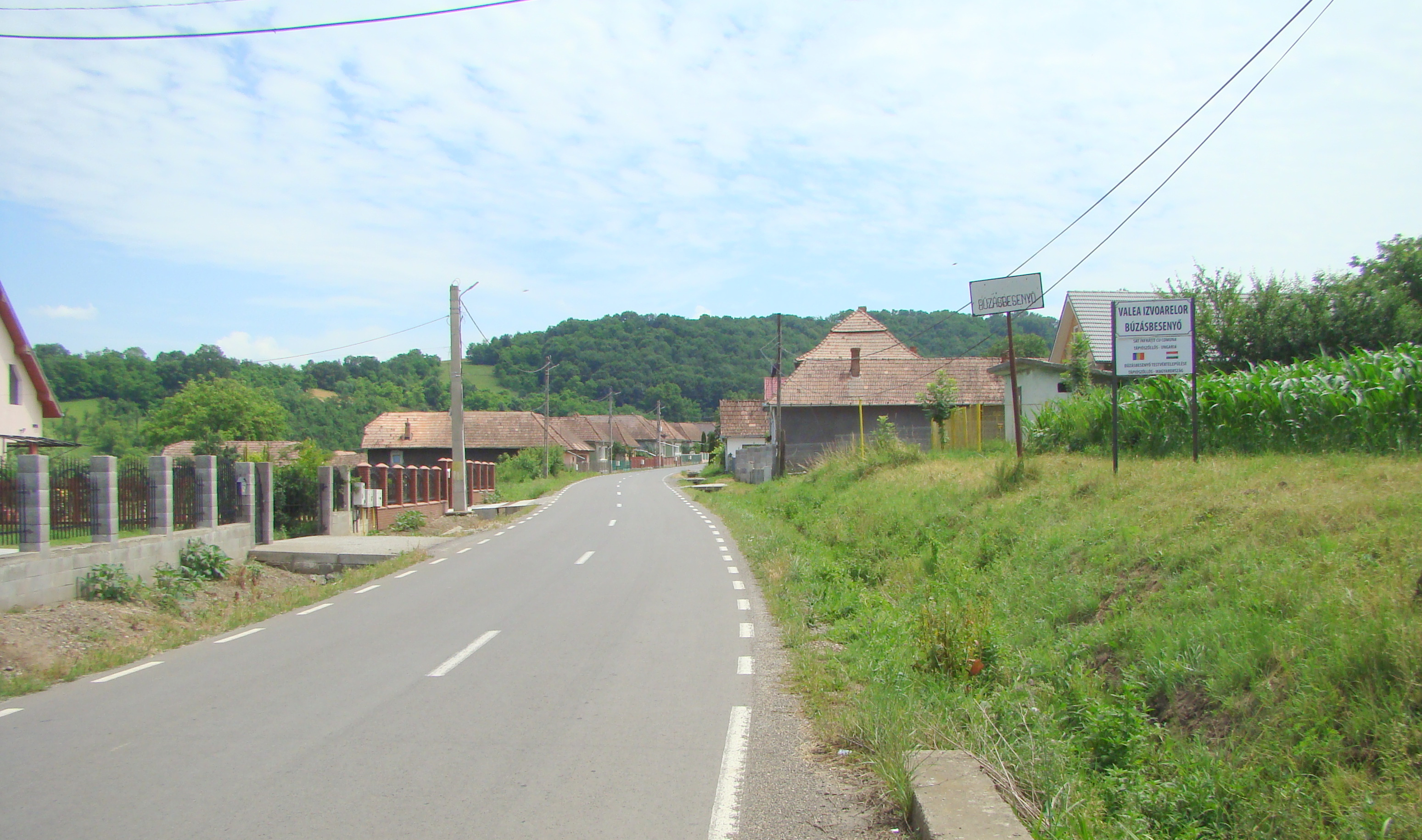
Intrarea în localitate
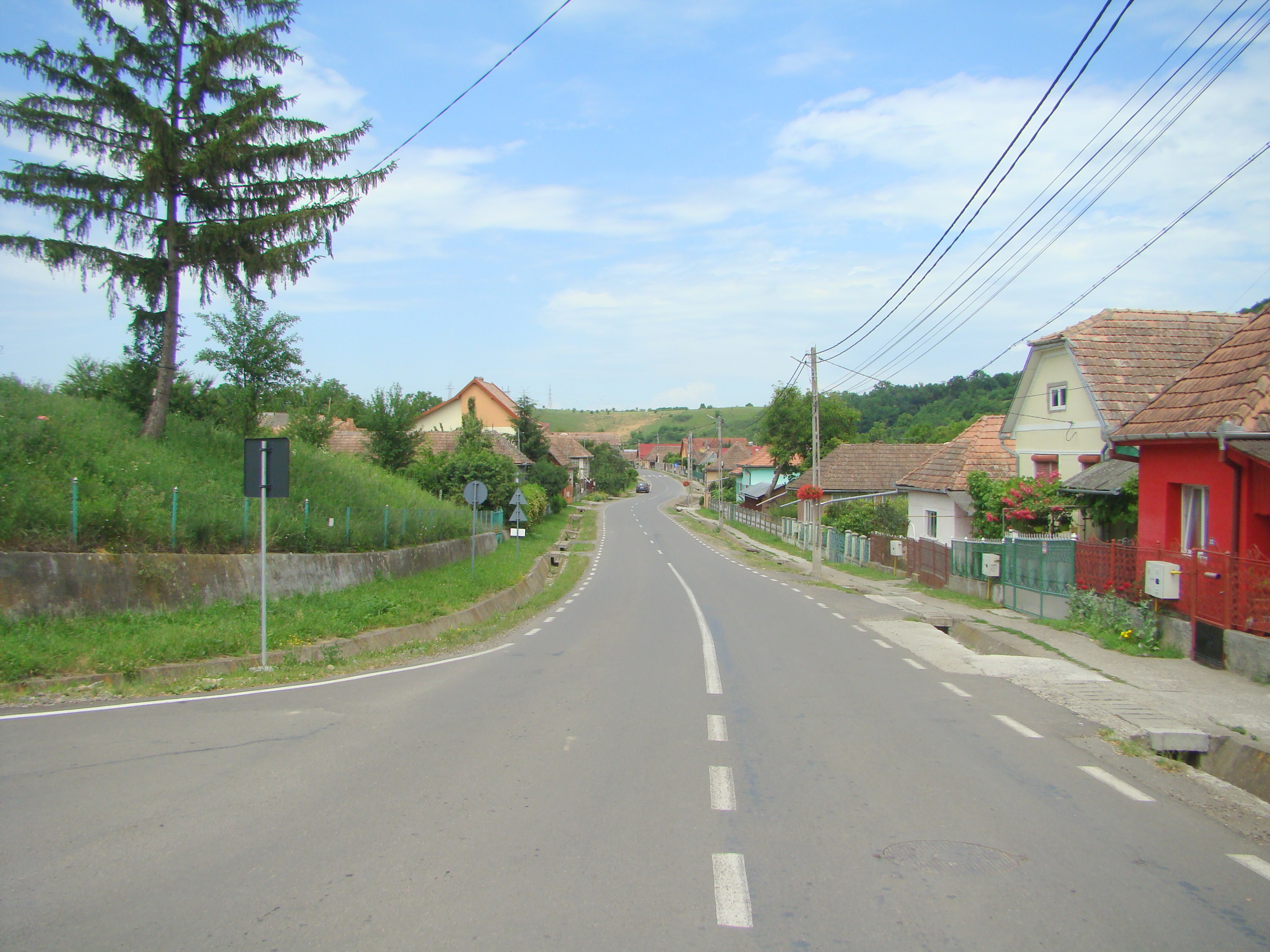
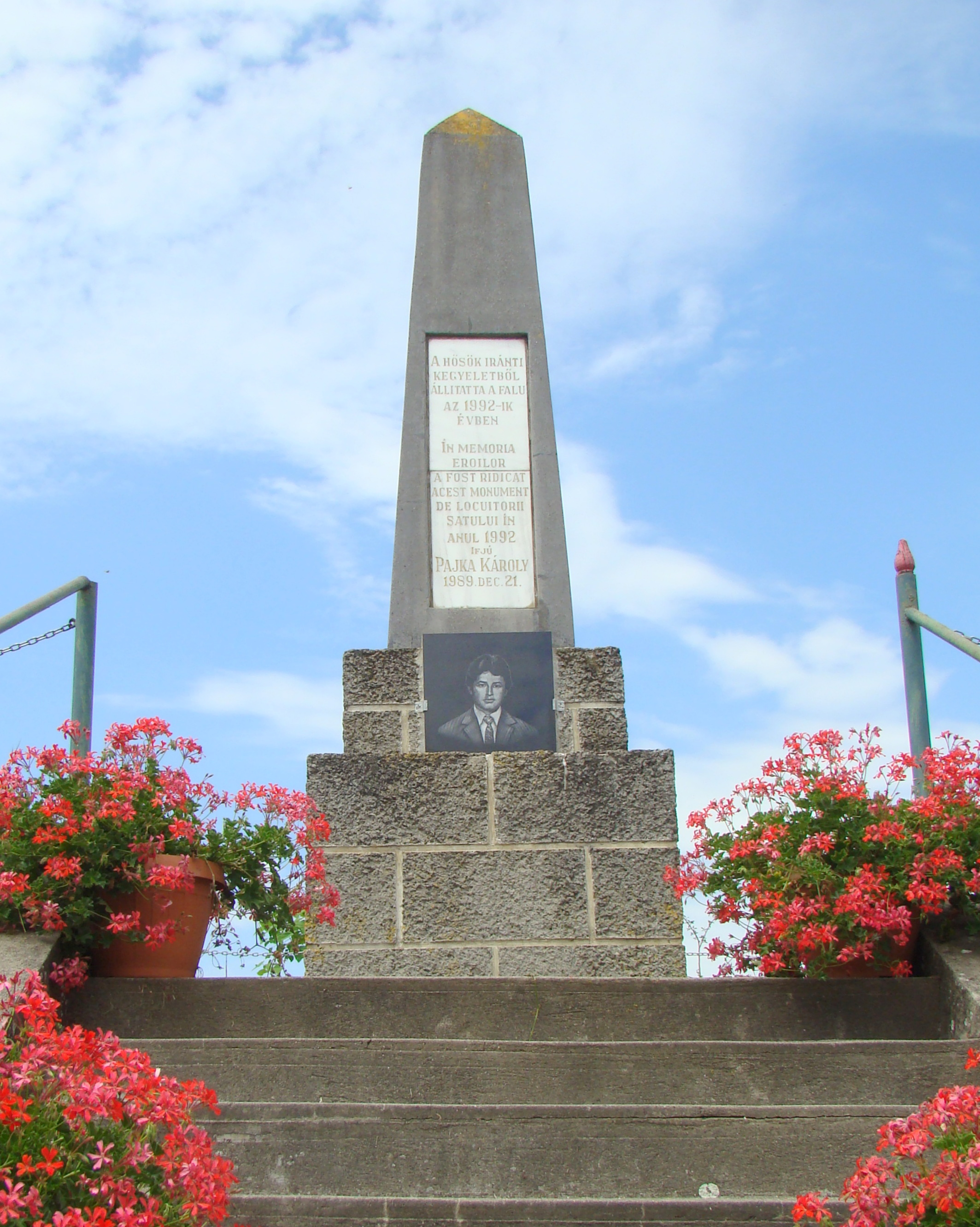
Monumentul eroilor
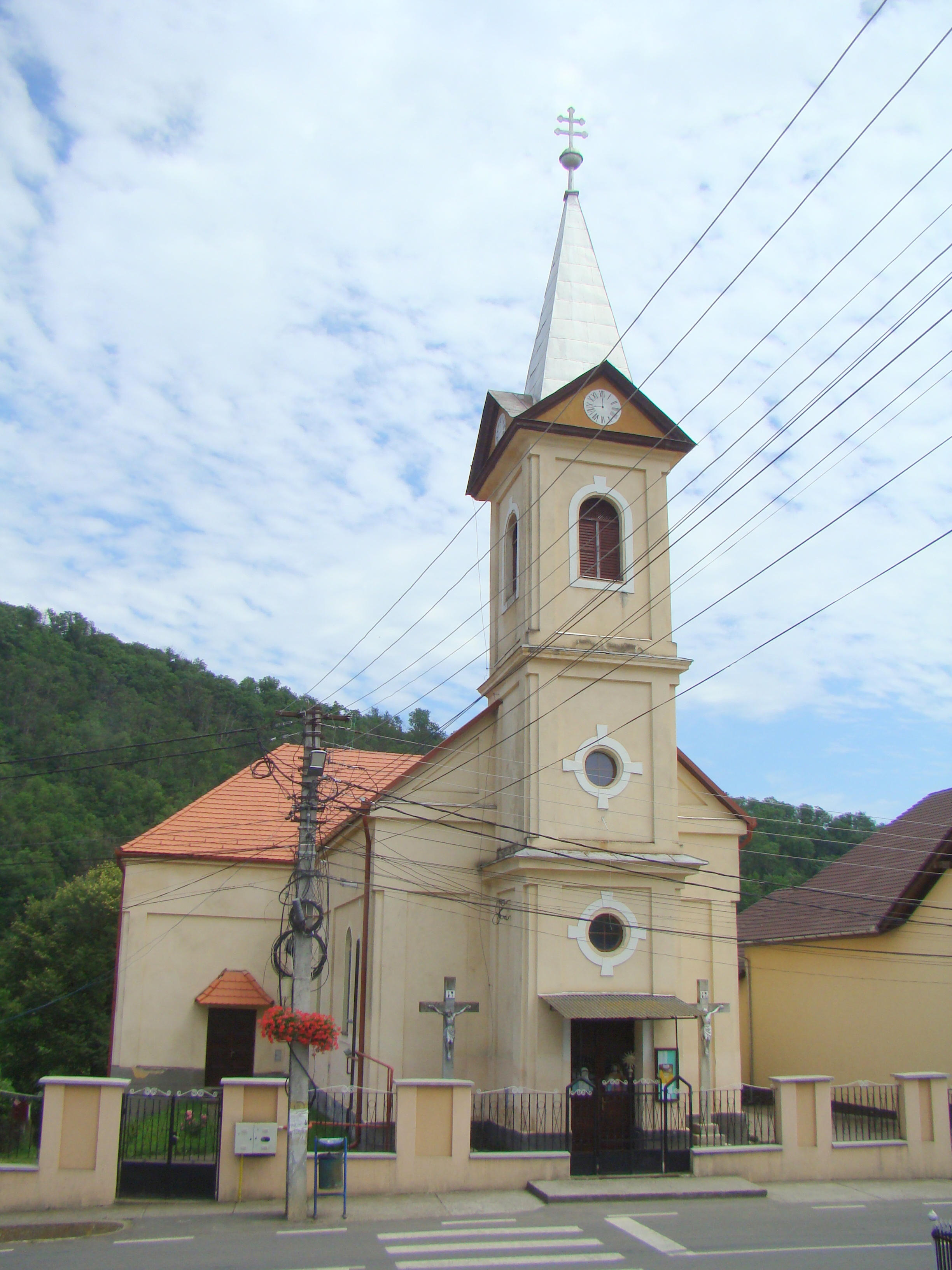
Biserica romano-catolică
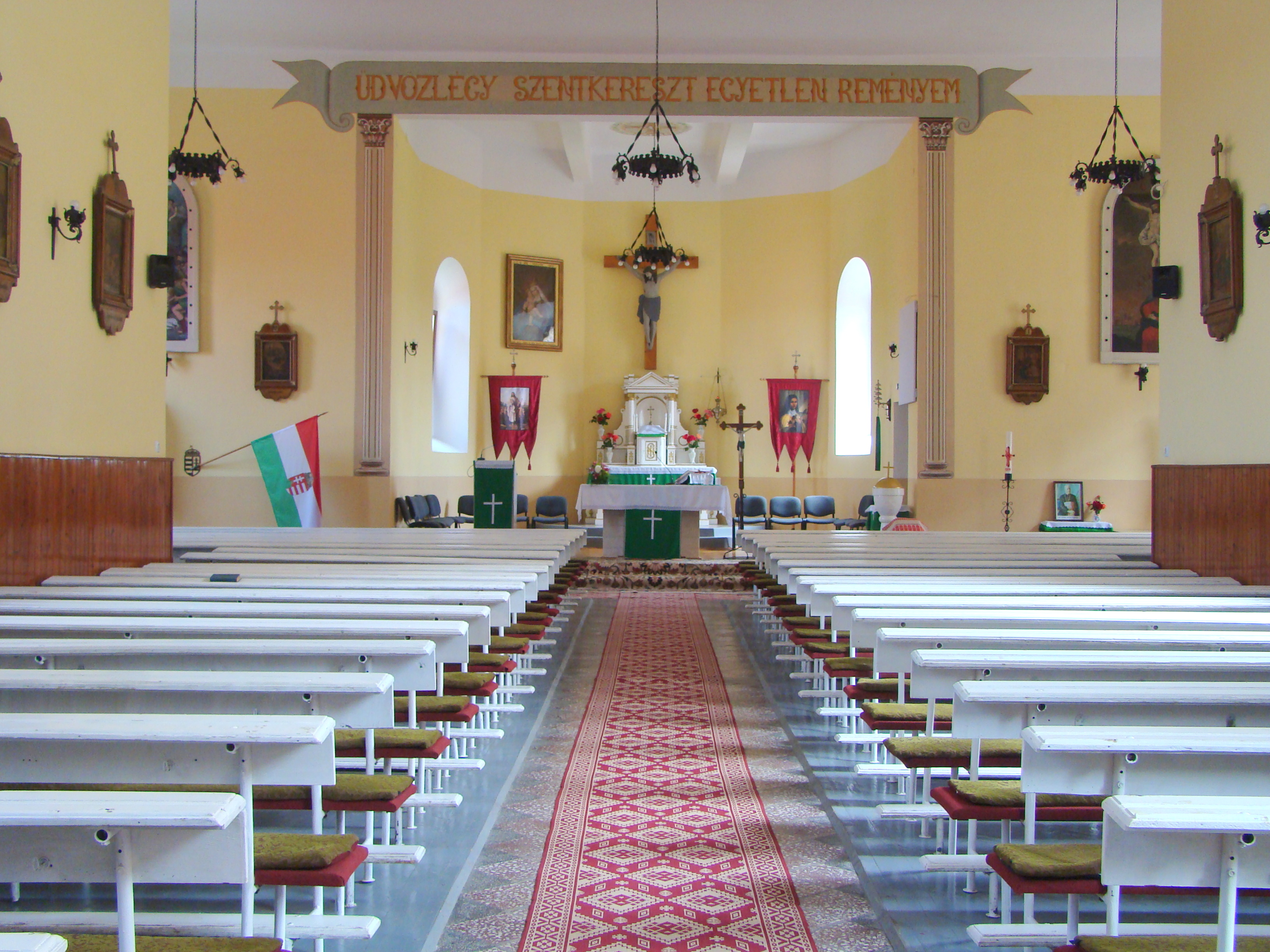
Biserica romano-catolică (nava spre altar)
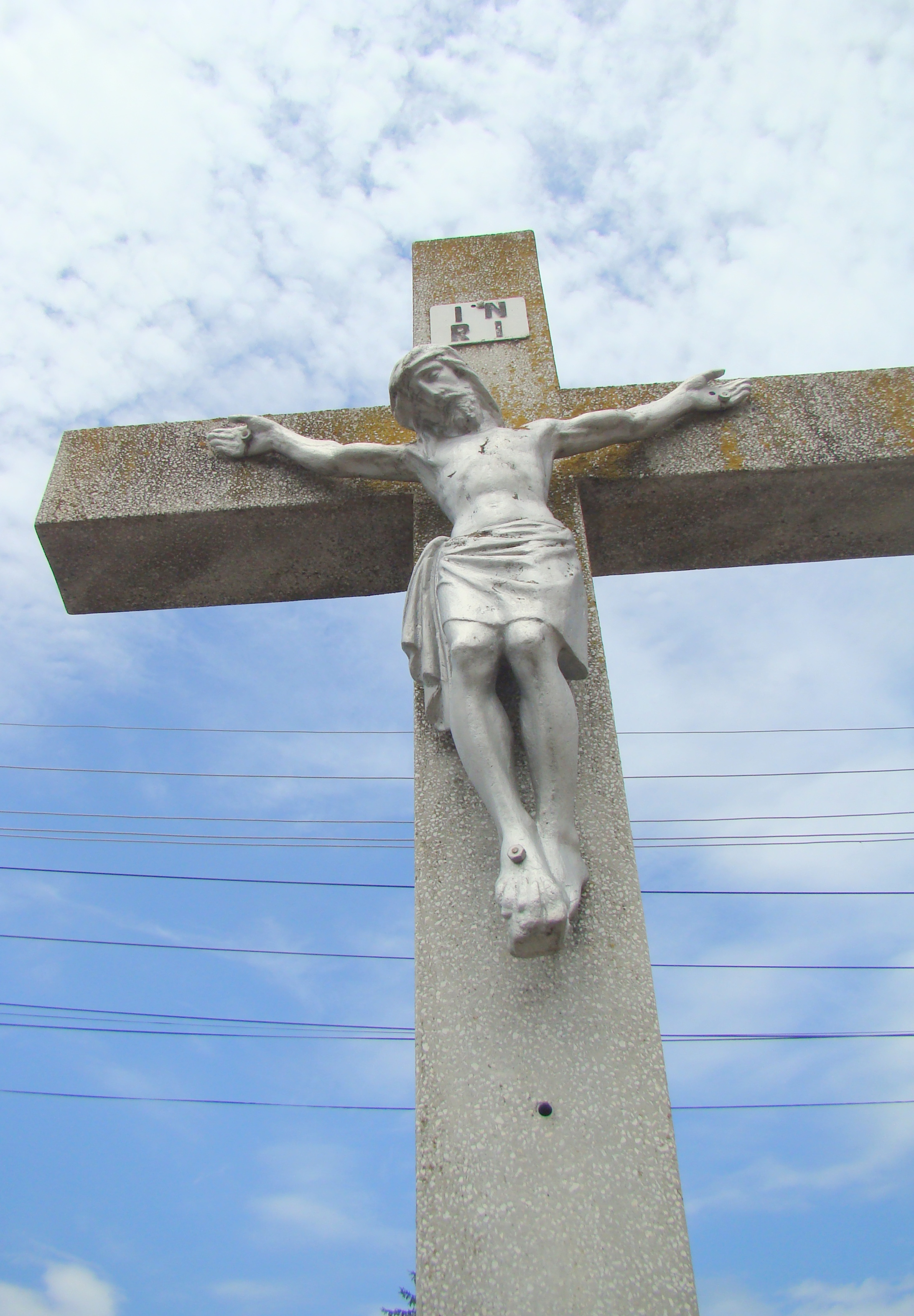
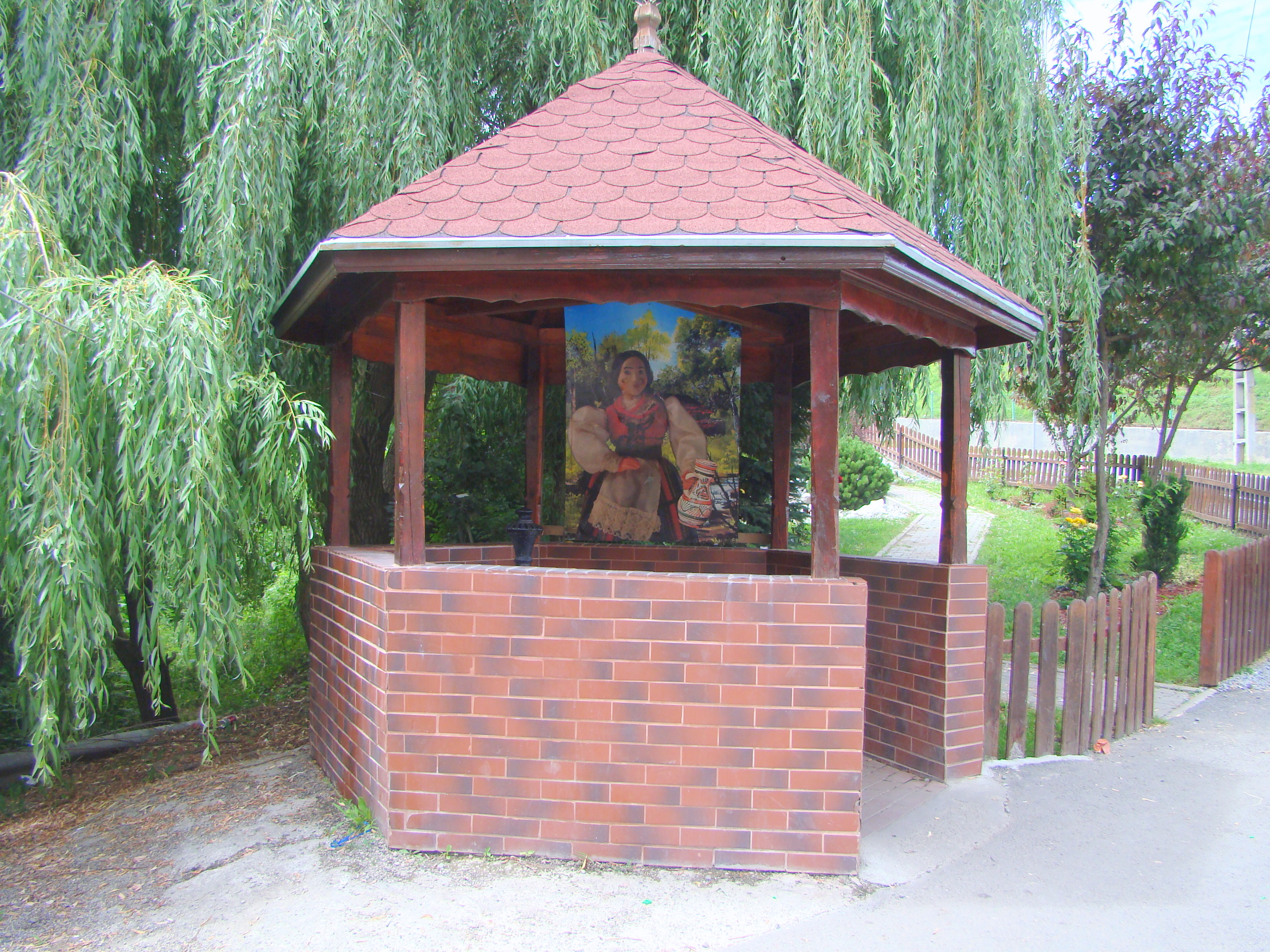
Fântâna „Leány-kút”
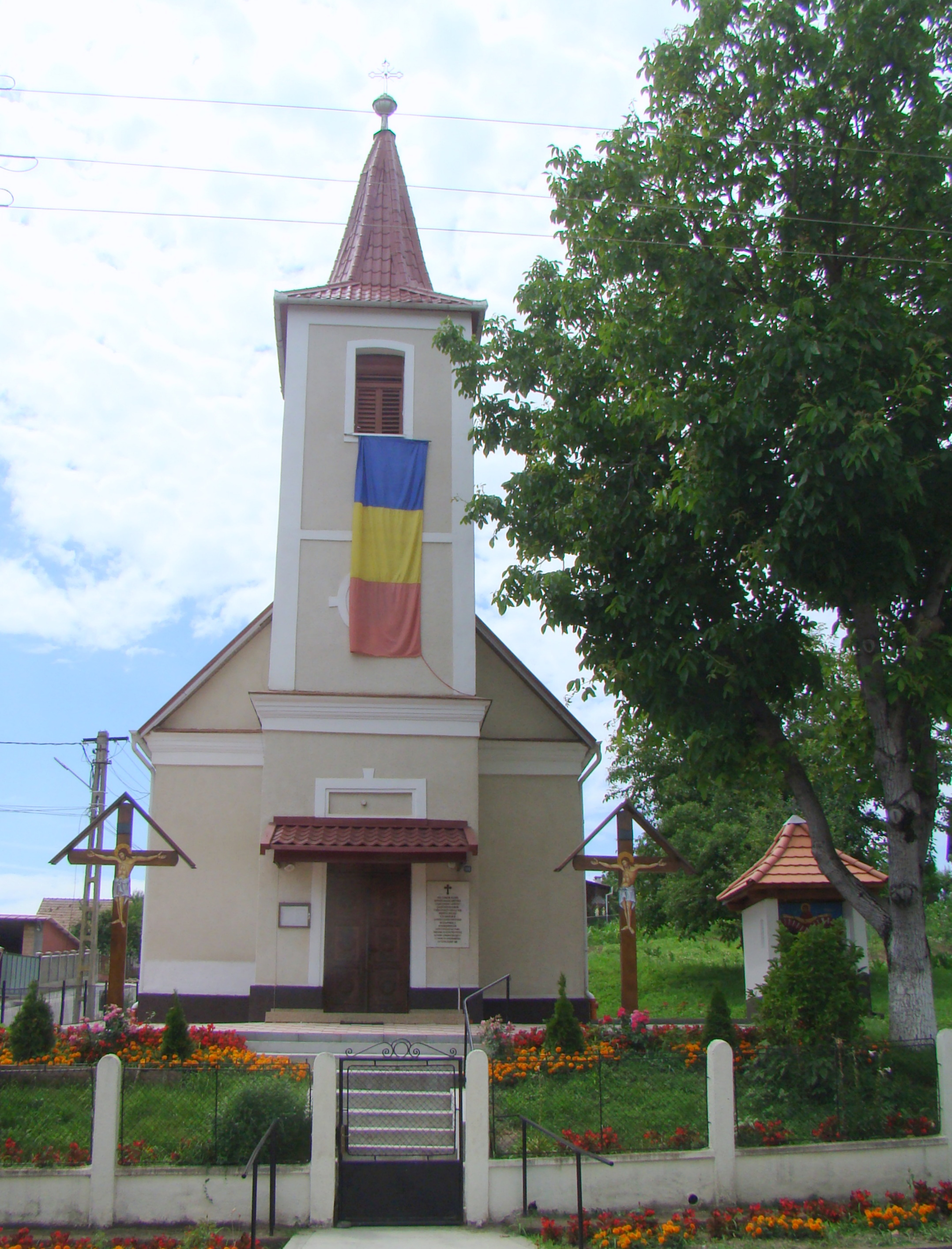
Biserica ortodoxă
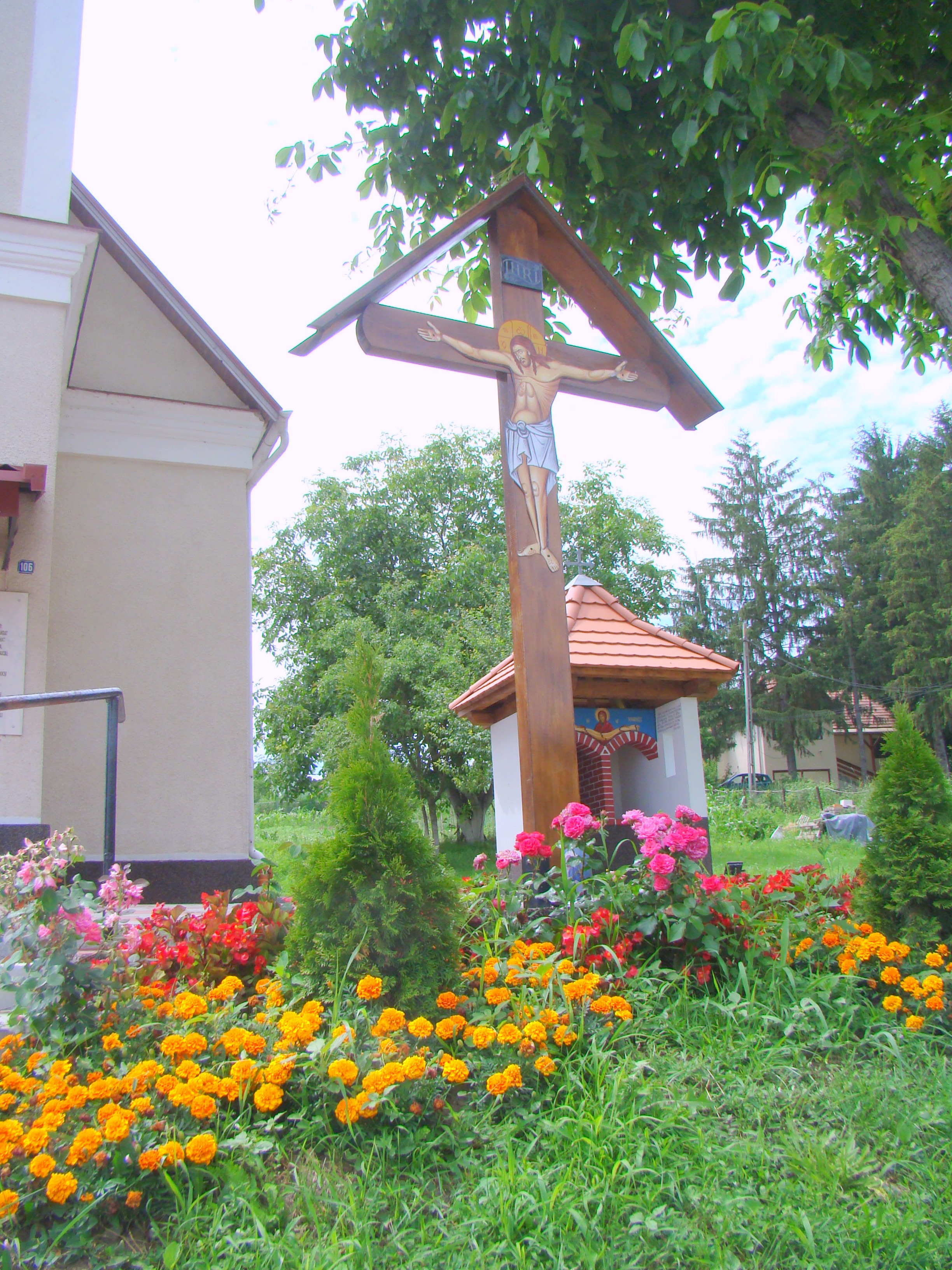
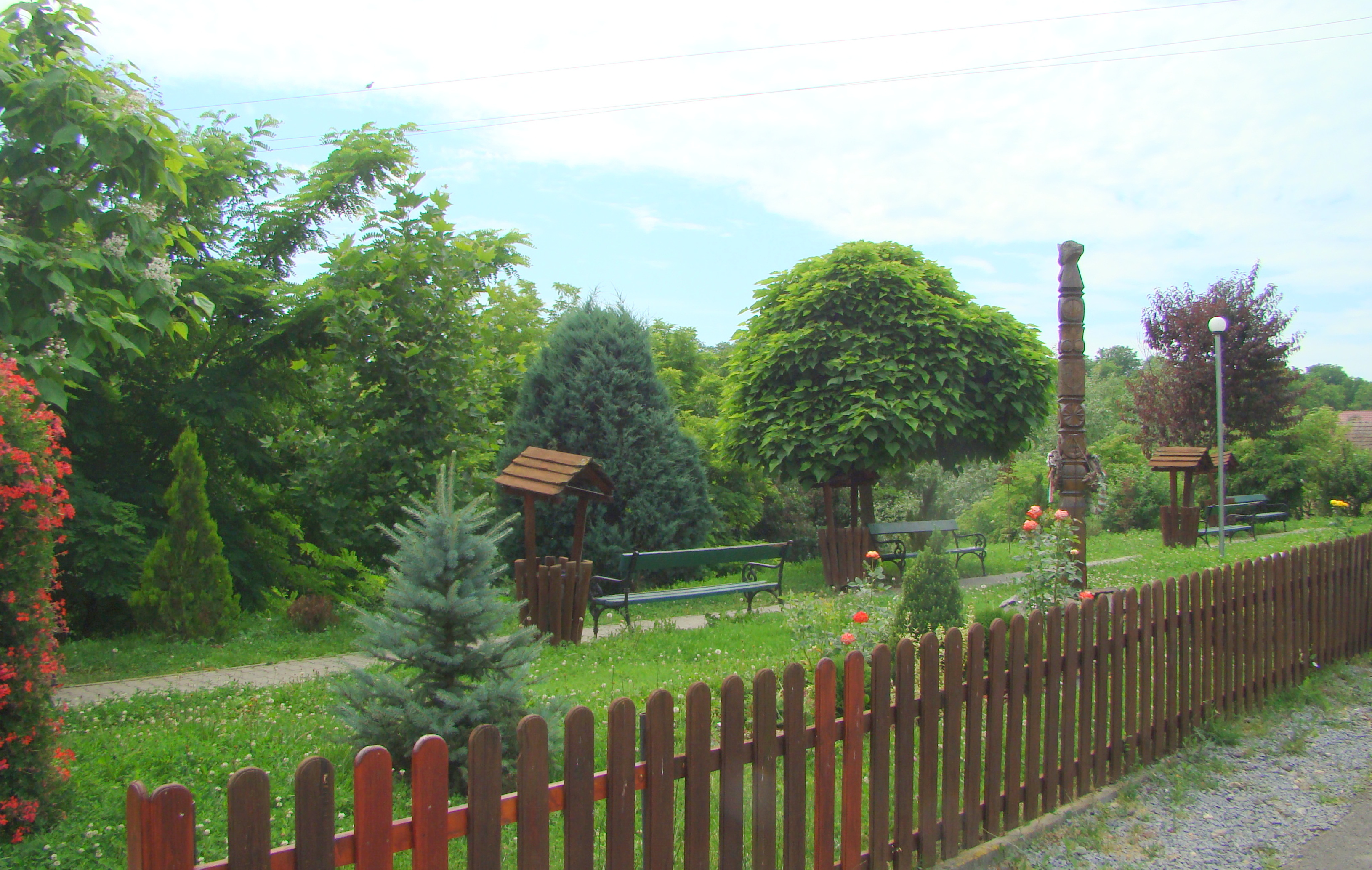
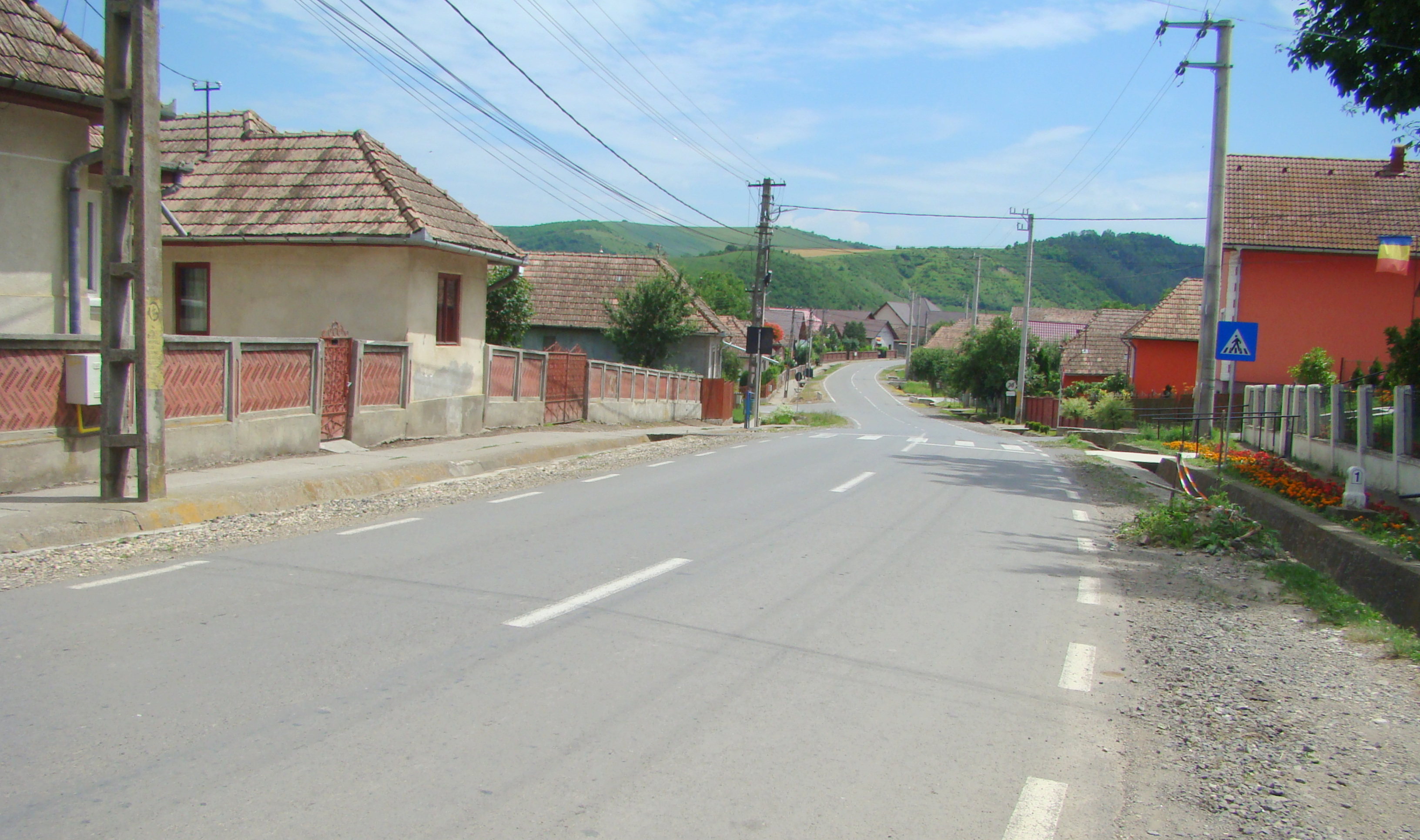
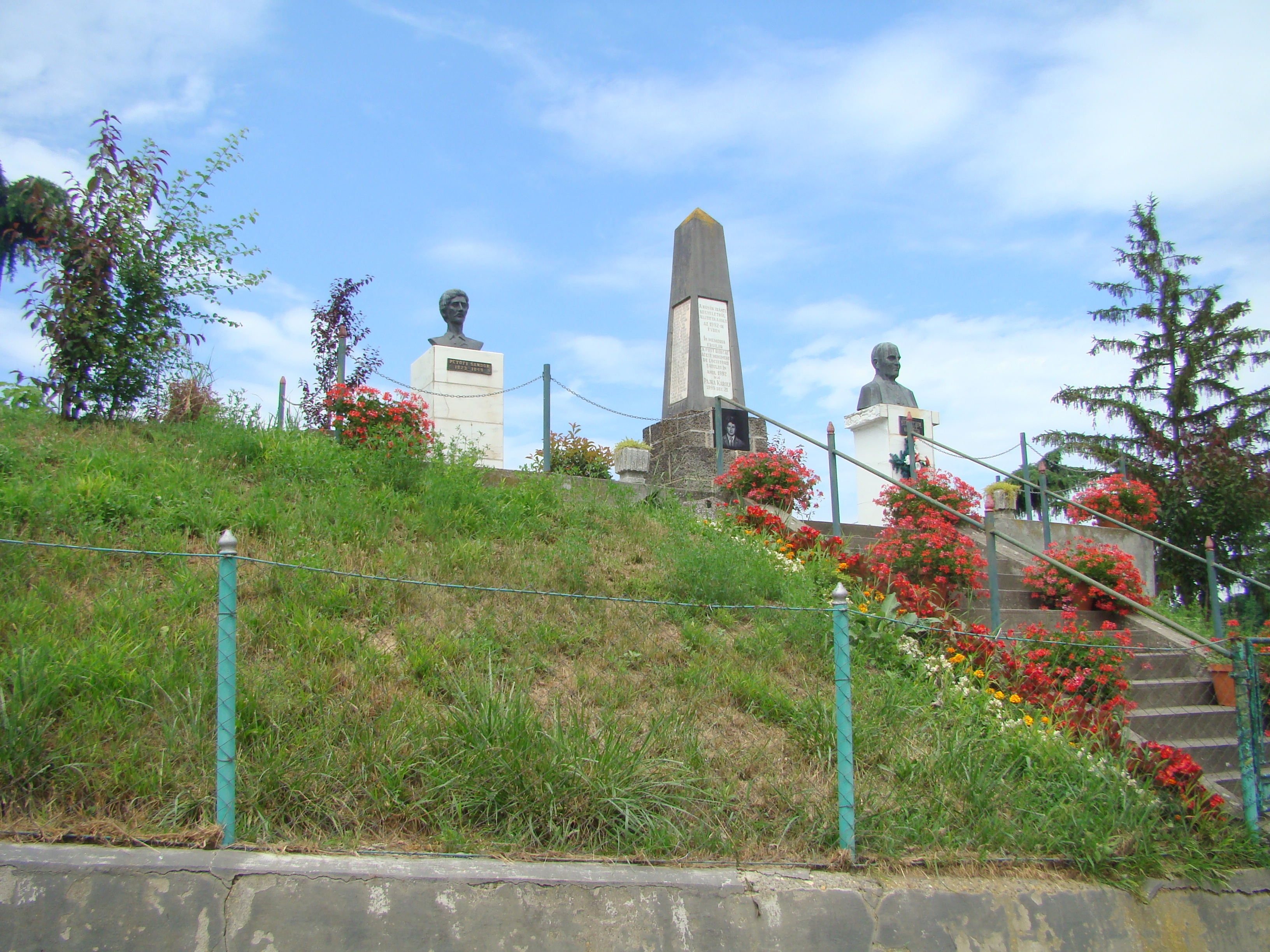
Monumentul eroilor flancat de busturile lui Sándor Petőfi și Antal Jakab
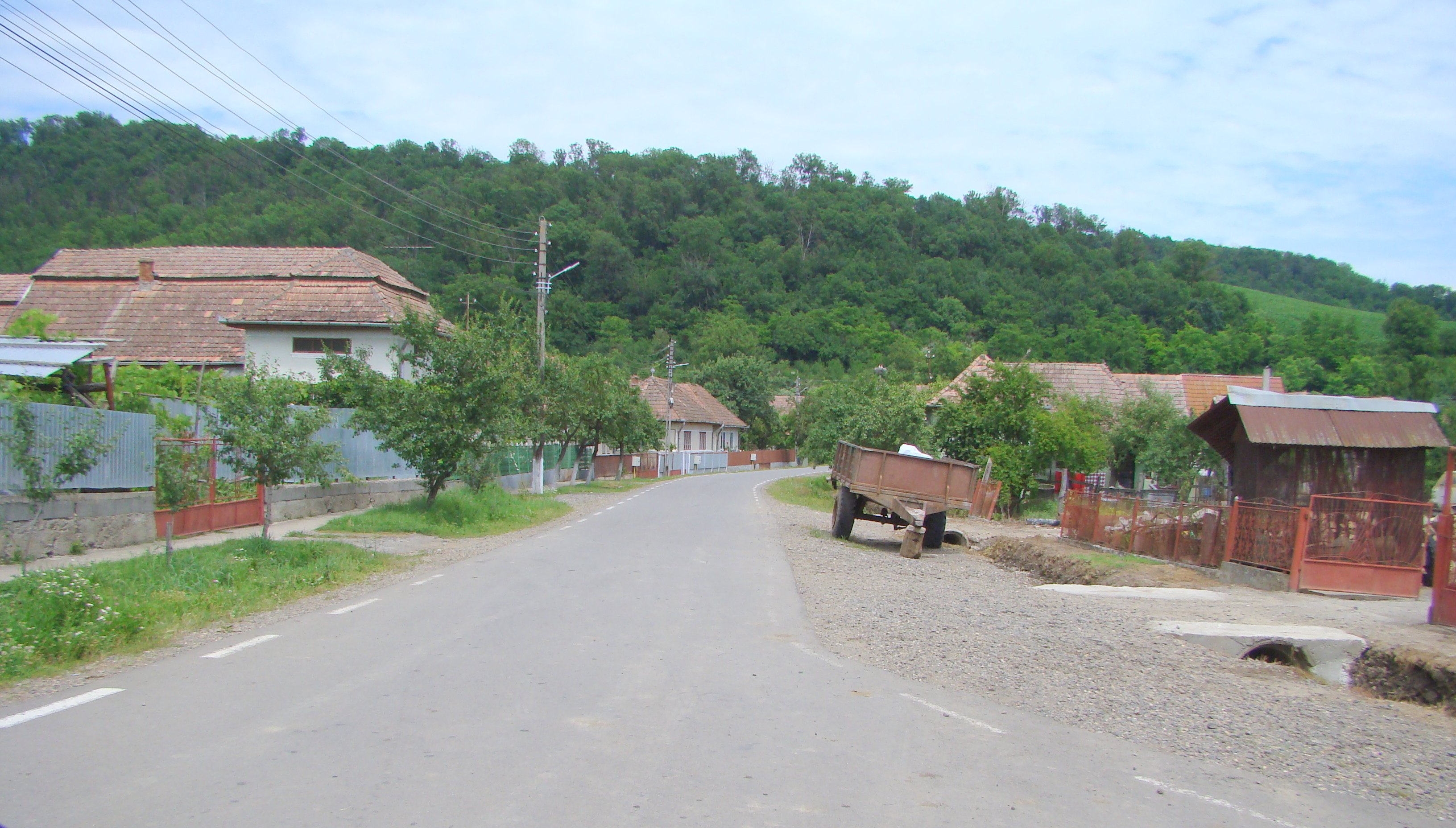
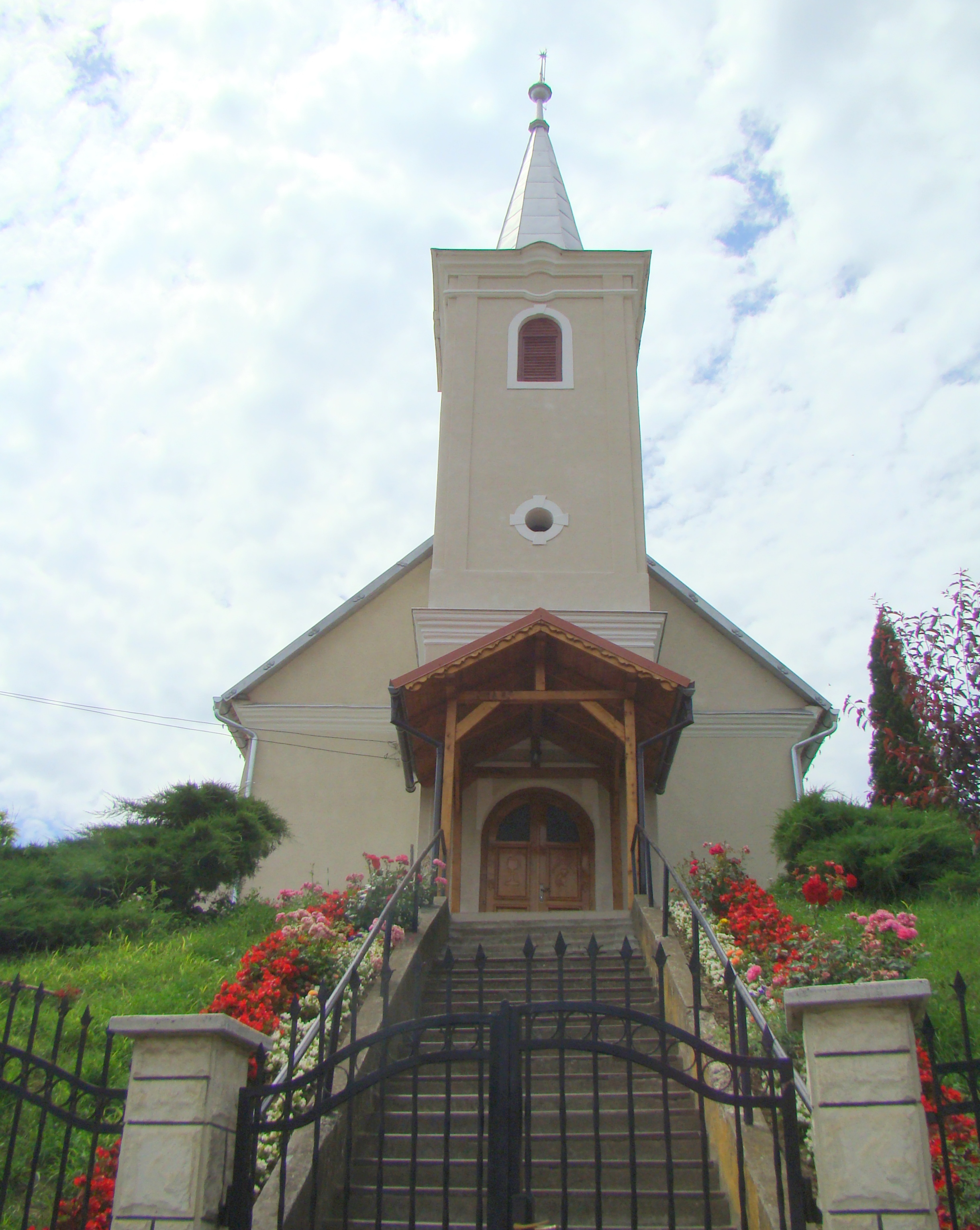
Biserica reformată (1852)